# Caloptilia adelosema
Caloptilia adelosema är en fjärilsart som först beskrevs av Turner 1940.  Caloptilia adelosema ingår i släktet Caloptilia och familjen styltmalar. Inga underarter finns listade i Catalogue of Life.